# Alfred Landé
Alfred Landé (13 de desembre de 1888, Elberfeld, Rin del Nord-Westfàlia, Alemanya — 30 d'octubre de 1976, Columbus, Ohio, Estats Units) fou un físic alemany, nacionalitzat estatunidenc, que realitzà important aportacions en el camp de l'estructura atòmica i la mecànica quàntica.

## Vida
Alfred Landé era fill d'Hugo Landé i de Thekla Landé (1864-1932). Inicià els seus estudis superiors a la Universitat de Marburg, després està un any i mig a la Universitat de Múnic i passà a la Universitat de Göttingen en conegué Max Born. Foren les dues úniques universitats alemanyes on es realitzà recerca en mecànica quàntica. El tercer any el cursà a Múnic on entrà al cercle d'Arnold Sommerfeld i començà la tesi doctoral amb ell. El 1912 es traslladà a la Universitat de Göttingen, per a treballar amb Max Born, perquè estava més interessat en la física teòrica que en l'experimental. Rebé el doctorat en física el 1914 sota la direcció de Sommerfeld. Dues setmanes després començà la I Guerra Mundial (1914-1918) i Landé serví a l'exèrcit amb Born a Berlín, on treballaren amb tècniques de detecció sonora a l'Artillerie Prufungs-Kommission i establiren una estreta relació. Anà a Frankfurt del Main el 1920 on el 1922 s'hi dugué a terme l'experiment de Stern-Gerlach. El 1922 anà a la Universitat de Tübingen on hi quedà de professor nou anys. El 1931 acceptà una plaça a la Universitat d'Ohio a Columbus, Estats Units, on hi quedà fins a la seva jubilació el 1960.